# Tomosvaryella angolensis
Tomosvaryella angolensis är en tvåvingeart som beskrevs av De Meyer 1993. Tomosvaryella angolensis ingår i släktet Tomosvaryella och familjen ögonflugor.
Artens utbredningsområde är Angola. Inga underarter finns listade i Catalogue of Life.